# Thelidium subsiduum
Thelidium subsiduum är en lavart som först beskrevs av William Nylander och som fick sitt nu gällande namn av Alexander Zahlbruckner. 
Thelidium subsiduum ingår i släktet Thelidium och familjen Verrucariaceae. Arten är reproducerande i Sverige.